# (4402) Tsunemori
(4402) Tsunemori est un astéroïde de la ceinture principale.

## Description
(4402) Tsunemori est un astéroïde de la ceinture principale. Il fut découvert le 25 février 1987 à Ojima par Tsuneo Niijima et Takeshi Urata. Il présente une orbite caractérisée par un demi-grand axe de 2,89 UA, une excentricité de 0,02 et une inclinaison de 7,7° par rapport à l'écliptique.

## Compléments